# Hochkönig
Hochkönig er det højeste bjerg i Berchtesgaden Alperne og hele den omliggende bjerggruppe. Det ligger vest for byen Bischofshofen i den østrigske delstat Salzburg og 42 km syd for byen Salzburg. Hochkönig er adskilt fra resten af Berchtesgaden Alperne og fra nabobjerget Steinernes Meer af bjergpasset Torscharte på 2.246 m. Selve toppen ligger på den sydlige udkant af et stort kalkstensplateau, som næsten er dækket af isbræen Übergossene Alm.
I 1898 byggede Österreichischer Touristenklub en hytte ved toppen. Bygningen som står der nu er fra 1985 og kan huse næsten hundrede bjergbestigere.
- Wikimedia Commons har flere filer relateret til Hochkönig

| Bjerg | Spire Denne artikel om et bjerg eller en bjergkæde er en spire som bør udbygges. Du er velkommen til at hjælpe Wikipedia ved at udvide den. |